# Viganella
Viganella település Olaszországban. Lakosainak száma 204 fő (2010). Viganella Calasca-Castiglione, Seppiana, Antrona Schieranco és Montescheno községekkel határos.

## Népesség
A település népességének változása:

| 2010 | 204 |